# Enrico Casella
Enrico Casella (Brescia, 28 gennaio 1957) è un allenatore di ginnastica artistica ed ex rugbista a 15 italiano.
È il direttore tecnico della nazionale di ginnastica artistica femminile dell'Italia, oltre che allenatore e co-fondatore della Brixia Brescia; è stato anche l'ideatore della competizione Golden League.
Nel 2004 è stato il Direttore tecnico della delegazione olimpica di artistica femminile per i Giochi olimpici di Atene 2004, poi nel 2008 per i Giochi olimpici di Pechino, nel 2016 per i Giochi olimpici di Rio de Janeiro, nel 2021 per i Giochi olimpici di Tokyo e nel 2024 per i Giochi olimpici di Parigi.
Nel 2006 la nazionale italiana vince la prima medaglia d'oro europea di squadra, agli europei di Volo; nello stesso anno, Vanessa Ferrari, da lui allenata, è stata la prima ginnasta italiana a vincere un titolo mondiale.